# Vixen 357
Vixen 357 (яп. ヴィクセン357 Викусэн 357) — видеоигра в жанре тактической ролевой игры, разработанная NCS Corporation и изданная компанией Masaya для Sega Mega Drive.

## Сюжет
В 2384 году нашей эры произошла Великая межзвездная война. Земля вышла победителем, благодаря тайно разработанному боевому роботу под названием Серд (Serd). После войны использование Сердов уже не было секретом, и различные народы начали использовать их в военных целях. В 2396 году нация Мерисма Харп завершила разработку новейшей и самой передовой линейки боевых мехов — Вектор (Vector). Игрок управляет Такуей Мурасавой и его товарищами, входящими в особый отряд под названием Слэш (Slash). Когда военные объекты Мерисма Харп внезапно подверглись нападению другой нации, команда Слэш была вызвана на передовую. Эта молодая и свежая команда теперь должна подвергнуть не протестированные векторы окончательному испытанию, чтобы разоблачить и победить врага.

## Игровой процесс
Игра является тактической ролевой игрой в стиле аниме с боями мехов. Игрок управляет мехами, перемещая их по тактической карте и сражаясь с врагами с помощью дальних или ближних атак. Анимированная последовательность боя отображается, когда мехи атакуют друг друга. Можно менять пилотов в мехах и ремонтировать их во время сражений. Пилоты повышают свой уровень, набирая очки опыта, а игрок постепенно получает доступ к новым роботам и оружию по ходу игры.
Многие из персонажей, которые предоставляются игроку, обеспечивают развитие сюжета, и потеря их может привести к окончанию игры. В игре используется система сохранения на батарее, чтобы помочь игрокам восстановить потерянных персонажей в случае, если один из них умрёт в результате тактической ошибки.

## Релиз
Vixen 357 вышла 23 октября 1992 года для Sega Mega Drive, не выйдя за пределы японского рынка. В 2019 году Super Fighter Team планировала выпустить игру на английском языке по цене 63 доллара для американского рынка или 70 долларов для остального мира, но в конечном итоге релиз был отменён.

## Оценки
| Иноязычные издания | Иноязычные издания |
| Издание            | Оценка             |
| ------------------ | ------------------ |
| Sega-16.com        | 7/10               |

Рецензент с портала Sega-16 оценил Vixen 357 как достойного представителя жанра и заметил, что, несмотря на свои немногочисленные недостатки, игра вполне «придётся по вкусу поклонникам жанра». Он также подметил, что при большем бюджете разработки игра вполне могла стать классикой на консоли.